# Upsilon Gruis
Upsilon Gruis (85 Gruis) é uma estrela na direção da constelação de Grus. Possui uma ascensão reta de 23h 06m 53.60s e uma declinação de −38° 53′ 32.3″. Sua magnitude aparente é igual a 5.62. Considerando sua distância de 294 anos-luz em relação à Terra, sua magnitude absoluta é igual a 0.84. Pertence à classe espectral A0V.